# Nicolás Vikonis
Nicolás Vikonis Moreau (Montevideo, Uruguay; 6 de abril de 1984) es un exfutbolista Uruguayo. Jugaba como Guardameta. A lo largo de su carrera, Vikonis se destacó por su solidez bajo los tres palos, lo que le permitió construir una exitosa trayectoria de 23 años en el fútbol profesional, pasando por las ligas de Uruguay, Colombia y México, fue pieza clave en la obtención de la estrella 15 del Millonarios de Colombia.

## Plano personal

### Familia
Su bisabuelo Pranas Vikonis fue un político y escritor lituano. Por razones políticas se tuvo que exiliar en Uruguay en donde perteneció al Partido Socialista uruguayo. Su abuelo Otto Vikonis fue un jugador de baloncesto y llegó a representar a la Selección de Uruguay en varias ocasiones.
Nicolás tiene un hijo con Paola Salcedo, hermana del también futbolista de la Selección mexicana, "el titán" Carlos Salcedo. Paola fue asesinada en julio de 2024, en hechos aun por aclarar. 

### Formación académica
Además de su actividad como futbolista profesional, Nicolás obtuvo su título como psicólogo en la Universidad de la República en el año 2011.

## Trayectoria

### Inicios en Uruguay
Inició su carrera deportiva a nivel profesional con tan solo 16 años de edad en la temporada 2001 al servicio del Huracán Buceo luego de haber representado a la Selección de fútbol de Uruguay en el Sudamericano sub-20 de Perú. 
Posteriormente militó para otros equipos uruguayos como Centro Atlético Fénix, Rampla Juniors, Liverpool Fútbol Club y Club Sportivo Cerrito, equipo con el cual consiguió el ascenso como subcampeón en la temporada 2010/2011.

### Etapa en Colombia

#### Atlético Bucaramanga
Tras conseguir el ascenso con Cerrito viaja para Rumanía en donde se entrena con el Dinamo de Bucarest pero por un tema de papeleo el club desiste de contratarlo. Días después y aconsejado por Leonel Rocco, Lorenzo Carrabs y Héctor Burguez, a quienes  tuvo como entrenadores en Uruguay decide ir a probar suerte en el fútbol colombiano, aceptando la propuesta del entrenador Carlos Mario Hoyos para jugar por dos temporadas en el Atlético Bucaramanga. Con apenas 89 partidos jugados en 10 años de carrera comienza a jugar en el Atlético Bucaramanga en el segundo semestre de 2011.

#### Patriotas Boyacá
Tras destacarse en la liga ascenso con el Atlético Bucaramanga es fichado en la primera división por el Patriotas Boyacá donde igualmente sus buenas actuaciones lo llevan a recibir ofertas del Chicago Fire, Millonarios y del Atlético Nacional. Finalmente en enero de 2015 es presentado como nuevo jugador de Millonarios Fútbol Club de Bogotá.

#### Millonarios

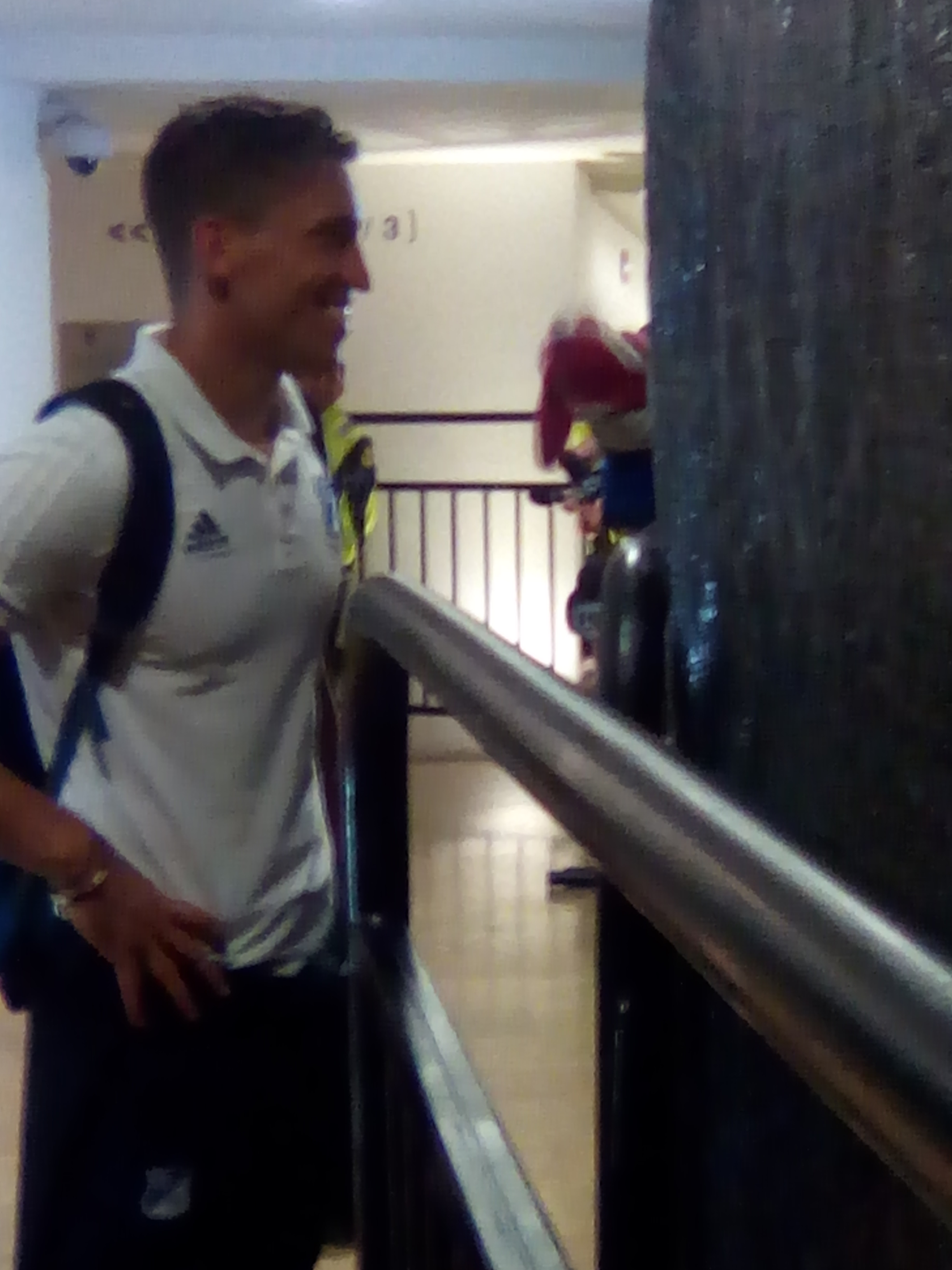
Nico Vikonis con Millonarios en 2018.

El 7 de febrero de 2015 debutó como titular en Millonarios, en el partido que el equipo bogotano derrotó 2-0 a su antiguo club Patriotas Boyacá teniendo una destacada actuación y demostrando liderazgo en el campo.
Terminaría su primera temporada jugando 43 de 44 partidos posibles, fue catalogado como el mejor arquero del 2015 en la liga Colombiana. El 6 de diciembre de 2015 sería confirmada la renovación de contrato por tres años más con el club embajador.
El 20 de enero de 2016 recibe el premio a la mejor atajada del año 2015 de la Primera A, en la ceremonia inaugural de los premios del Fútbol Profesional Colombiano, durante esta campaña se volvió capitán del equipo.
En la primera fecha del Torneo Finalización 2016 en un partido entre Millonarios y su antiguo club el Patriotas Boyacá, Vikonis subió al área rival buscando empatar el encuentro en la última jugada al minuto 90'+2, para sorpresa de todos los espectadores logró conectar con una jugada de chilena un balón lanzado desde el tiro de esquina que finalmente golpearía rebeldemente en travesaño y posteriormente sonaría el silbato del árbitro dando el juego por terminado. Dicho encuentro es recordado por ser la primera derrota del equipo embajador frente al lancero.
El 1 de febrero de 2017 debuta en la Copa Libertadores de América, perdiendo el partido de ida de la primera fase por la mínima frente a Atlético Paranaense en Brasil y en el partido de vuelta, logró una buena actuación, donde Millonarios ganó el partido 1-0  Atlético Paranaense pero Millonarios quedó eliminado, esta vez en la tanda de penales. Cumplió 100 partidos con Millonarios el 11 de junio en la derrota por la mínima con Atlético Nacional quedando eliminados en las semifinales. 
El día 17 de diciembre de 2017 logra obtener su primer trofeo con este club enfrentándose en la final en el Clásico bogotano al Independiente Santa Fe. El título se consolidó gracias a su destacada actuación, participando directamente en la jugada que terminó siendo el gol de Henry Rojas y que le daría la estrella 15 al equipo embajador.

"Este escudo merecía limpiarse de muchas cosas que venían del pasado, muchas personas que con sus malos actos mancharon esta institución. Nosotros, como equipo, queremos pedir perdón por todo eso que pasó atrás y ofrecer un mensaje de amor y de paz a toda Colombia". Ultima declaración de Vikonis, como arquero de Millonarios.

- Resumen estadístico en Millonarios:

| Competición (Temporada)  | PJ  | Anotado | GR  | Imb. |    |   |
| ------------------------ | --- | ------- | --- | ---- | -- | - |
| Liga (2015-17)           | 120 | 0       | -72 | 43   | 10 | 1 |
| Copa Colombia (2016-17)  | 7   | 0       | -7  | 3    | 3  | 0 |
| Copa Libertadores (2017) | 2   | 0       | -1  | 1    | 0  | 0 |
| Total Millonarios        | 129 | 0       | -80 | 47   | 13 | 1 |

### Etapa en México

#### Club Puebla
Luego de militar por 7 años en el FPC y tras ser figura en el título 15 de Millonarios, el 12 de enero de 2018 se convierte en nuevo jugador del Club Puebla que lo confirma como nuevo refuerzo para el Torneo Clausura. Debuta el 23 de enero en la victoria por la mínima sobre Alebrijes de Oaxaca por la Copa de México. Se mantendría jugando con "La Franja" hasta finales del año 2020 en un total de 86 partidos en los que mantuvo su valla invicta en 24 oportunidades y recibió 115 goles, de manera inesperada sale fichado para el recién fundado Mazatlán Fútbol Club y en su reemplazo llegó el paraguayo Antony Silva.

#### Mazatlán Fútbol Club
En su primera temporada, el Torneo Guard1anes Clausura 2021 disputa como titular 14 de los 17 encuentros.
En segunda temporada 2021-22 disputa los 35 partidos de la campaña y queda eliminado de la liguilla frente a su antiguo club, el Puebla en la tanda de penaltis. En su última temporada 2022-23 disputa 22 de los 34 encuentros.
En total en su paso por el Mazatlán Fútbol Club, Vikonis llegó a disputar 71 encuentros en los que logró mantener su valla invicta en 14 oportunidades, recibió 106 goles y parcialmente fue el futbolista con más juegos disputados. Además, volvió a estar en el radar de la Selección de fútbol de Uruguay con miras al mundial de Catar 2022.

#### Celaya Fútbol Club
Cuando se especulaba con su retorno a Colombia en el Deportivo Cali, Vikonis ficha con el Celaya Fútbol Club en el Torneo Apertura 2023 Liga de Expansión.

### Retorno a Uruguay
En 2024, luego de 13 años fuera del país, regresa al Liverpool Fútbol Club, equipo con el que no jugaba desde hacía más de una década. A inicios de diciembre de 2024, anunció su retiro del fútbol profesional tras 23 años de carrera.

## Selección nacional
Vikonis ha estado convocado en todas las categorías (sub-15, sub-17, sub-20 y mayores) de la selección de fútbol de Uruguay, en 1999, 2000-01, 2002 y 2022 respectivamente.
En el año 2000 juega con la Selección de fútbol sub-17 de Uruguay en Brasil el Mundialito João Havelange. Nicolás es convocado nuevamente por el entrenador Jaciento Rodríguez al Campeonato Sudamericano Sub-17 de 2001 disputado en Perú allí fue el suplente de Leonardo Burian además de compartir con otro jugadores destacados que llegaron al profesionalismo como Maximiliano Pereira.
Para enero y marzo de 2022 Vikonis es reservado como cuarto arquero por el entrenador Diego Alonso para las fechas de eliminatorias ante Venezuela, Paraguay, Chile y Perú rumbo al mundial de Catar.

#### Participaciones en Eliminatorias al Mundial
| Eliminatorias                 | Resultado     | Convocatorias | PJ | G R. |
| ----------------------------- | ------------- | ------------- | -- | ---- |
| Eliminatorias Mundial de 2022 | Tercer puesto | 4             | 0  | 0    |

## Estadísticas

### Clubes
| Club                            | Div.                | Temporada           | Liga  | Liga  | Copas | Copas | Internacional | Internacional | Total | Total |
| Club                            | Div.                | Temporada           | Part. | Goles | Part. | Goles | Part.         | Goles         | Part. | Goles |
| ------------------------------- | ------------------- | ------------------- | ----- | ----- | ----- | ----- | ------------- | ------------- | ----- | ----- |
| Huracán Buceo · Uruguay         | 1.ª                 | 2001                | 15    | 0     | —     | —     | —             | —             | 15    | 0     |
| Huracán Buceo · Uruguay         | 2.ª                 |                     | 15    | 0     |       |       |               |               | 15    | 0     |
| Huracán Buceo · Uruguay         | 2002                | —                   | —     | 0     | —     | —     |               |               | 15    | 0     |
| Huracán Buceo · Uruguay         | 2003                | —                   | —     | 0     | —     | —     |               |               | 15    | 0     |
| Huracán Buceo · Uruguay         | 2004                | —                   | —     | 0     | —     | —     |               |               | 15    | 0     |
| Huracán Buceo · Uruguay         | 3.ª                 | 2005                | 15    | 0     | —     | —     | —             | —             | 15    | 0     |
| Huracán Buceo · Uruguay         | Total club          | Total club          | 15    | 0     | 0     | 0     | 0             | 0             | 15    | 0     |
| Fénix · Uruguay                 | 1.ª                 | 2005                | 0     | 0     | —     | —     | —             | —             | 0     | 0     |
| Liverpool · Uruguay             | 1.ª                 | 2006                | 10    | 0     | —     | —     | —             | —             | 10    | 0     |
| Liverpool · Uruguay             | 1.ª                 | 2006-07             | 3     | 0     | —     | —     | —             | —             | 3     | 0     |
| Liverpool · Uruguay             | 1.ª                 | 2007-08             | 8     | 0     | —     | —     | —             | —             | 8     | 0     |
| Rampla Juniors · Uruguay        | 1.ª                 | 2008-09             | 20    | 0     | —     | —     | —             | —             | 20    | 0     |
| Cerrito · Uruguay               | 1.ª                 | 2009-10             | 13    | 0     | —     | —     | —             | —             | 13    | 0     |
| Cerrito · Uruguay               | 2.ª                 | 2010-11             | 20    | 0     | —     | —     | —             | —             | 20    | 0     |
| Cerrito · Uruguay               | Total club          | Total club          | 33    | 0     | 0     | 0     | 0             | 0             | 33    | 0     |
| Atlético Bucaramanga · Colombia | 2.ª                 | F-2011              | 10    | 0     | —     | —     | —             | —             | 10    | 0     |
| Atlético Bucaramanga · Colombia | 2.ª                 | 2012                | 23    | 0     | 6     | 0     | —             | —             | 29    | 0     |
| Atlético Bucaramanga · Colombia | Total club          | Total club          | 33    | 0     | 6     | 0     | 0             | 0             | 39    | 0     |
| Patriotas Boyacá · Colombia     | 1.ª                 | 2013                | 35    | 0     | 1     | 0     | —             | —             | 36    | 0     |
| Patriotas Boyacá · Colombia     | 1.ª                 | 2014                | 22    | 0     | 9     | 0     | —             | —             | 31    | 0     |
| Patriotas Boyacá · Colombia     | Total club          | Total club          | 57    | 0     | 10    | 0     | 0             | 0             | 67    | 0     |
| Millonarios · Colombia          | 1.ª                 | 2015                | 43    | 0     | —     | —     | —             | —             | 43    | 0     |
| Millonarios · Colombia          | 1.ª                 | 2016                | 41    | 0     | 3     | 0     | —             | —             | 44    | 0     |
| Millonarios · Colombia          | 1.ª                 | 2017                | 36    | 0     | 4     | 0     | 2             | 0             | 42    | 0     |
| Millonarios · Colombia          | Total club          | Total club          | 120   | 0     | 7     | 0     | 2             | 0             | 129   | 0     |
| Puebla · México                 | 1.ª                 | C-2018              | 3     | 0     | 3     | 0     | —             | —             | 6     | 0     |
| Puebla · México                 | 1.ª                 | 2018-19             | 32    | 0     | 4     | 0     | —             | —             | 36    | 0     |
| Puebla · México                 | 1.ª                 | 2019-20             | 28    | 0     | —     | —     | —             | —             | 28    | 0     |
| Puebla · México                 | 1.ª                 | A-2020              | 16    | 0     | —     | —     | —             | —             | 16    | 0     |
| Puebla · México                 | Total club          | Total club          | 79    | 0     | 7     | 0     | 0             | 0             | 86    | 0     |
| Mazatlán · México               | 1.ª                 | C-2021              | 14    | 0     | —     | —     | —             | —             | 14    | 0     |
| Mazatlán · México               | 1.ª                 | 2021-22             | 35    | 0     | —     | —     | —             | —             | 35    | 0     |
| Mazatlán · México               | 1.ª                 | 2022-23             | 22    | 0     | —     | —     | —             | —             | 22    | 0     |
| Mazatlán · México               | Total club          | Total club          | 71    | 0     | 0     | 0     | 0             | 0             | 71    | 0     |
| Celaya · México                 | 2.ª                 | 2023-24             | 30    | 0     | —     | —     | —             | —             | 30    | 0     |
| Liverpool · Uruguay             | 1.ª                 | 2024                | 1     | 0     | —     | —     | —             | —             | 1     | 0     |
| Liverpool · Uruguay             | Total club          | Total club          | 22    | 0     | 0     | 0     | 0             | 0             | 22    | 0     |
| Total en su carrera             | Total en su carrera | Total en su carrera | 480   | 0     | 30    | 0     | 2             | 0             | 512   | 0     |

### Selección
| Selección        | Año              | Amistosos | Amistosos | Amistosos | Eliminatoria Mundialista | Eliminatoria Mundialista | Eliminatoria Mundialista | Copa Mundial | Copa Mundial | Copa Mundial | Total | Total | Total |
| Selección        | Año              | PJ        | GR        | Imb.      | PJ                       | GR                       | Imb.                     | PJ           | GR           | Imb.         | PJ    | GR    | Imb.  |
| ---------------- | ---------------- | --------- | --------- | --------- | ------------------------ | ------------------------ | ------------------------ | ------------ | ------------ | ------------ | ----- | ----- | ----- |
| Uruguay Sub-15   | 1999             | 1         | 0         | 1         | --                       | --                       | --                       | --           | --           | --           | 1     | 0     | 1     |
| Uruguay Sub-15   | Total            | 1         | 0         | 1         | 0                        | 0                        | 0                        | 0            | 0            | 0            | 1     | 0     | 1     |
| Uruguay Sub-17   | 2000             | 1         | 0         | 1         | --                       | --                       | --                       | --           | --           | --           | 1     | 0     | 1     |
| Uruguay Sub-17   | 2001             | --        | --        | --        | 1                        | 0                        | 1                        | --           | --           | --           | 1     | 0     | 1     |
| Uruguay Sub-17   | Total            | 1         | 0         | 1         | 1                        | 0                        | 1                        | 0            | 0            | 0            | 2     | 0     | 2     |
| Uruguay Sub-20   | 2002             | 1         | 0         | 1         | --                       | --                       | --                       | --           | --           | --           | 1     | 0     | 1     |
| Uruguay Sub-20   | Total            | 1         | 0         | 1         | 0                        | 0                        | 0                        | 0            | 0            | 0            | 1     | 0     | 1     |
| Uruguay Mayores  | 2022             | --        | --        | --        | 0                        | 0                        | 0                        | --           | --           | --           | 0     | 0     | 0     |
| Uruguay Mayores  | Total            | 0         | 0         | 0         | 0                        | 0                        | 0                        | 0            | 0            | 0            | 0     | 0     | 0     |
| Total en Uruguay | Total en Uruguay | 3         | 0         | 3         | 1                        | 0                        | 1                        | 0            | 0            | 0            | 4     | 0     | 4     |

### Penaltis atajados
| 1.  | 3-11-2011  | Primera B     | Atlético Bucaramanga | Real Santander      | Edinson Villalba | 9'    |
| 2.  | 27-07-2013 | Primera A     | Patriotas Boyacá     | Boyacá Chicó        | Edwin Móvil      | 45'   |
| 3.  | 16-02-2014 | Primera A     | Patriotas Boyacá     | Junior              | Luis Carlos Ruiz | 19'   |
| 4.  | 2-08-2014  | Primera A     | Patriotas Boyacá     | Santa Fe            | Omar Pérez       | 59'   |
| 5.  | 23-08-2014 | Primera A     | Patriotas Boyacá     | Águilas Doradas     | Silvio González  | 3'    |
| 6.  | 23-08-2014 | Primera A     | Patriotas Boyacá     | Águilas Doradas     | Cleider Alzate   | ¿?    |
| 7.  | 4-10-2015  | Primera A     | Millonarios          | Alianza Petrolera   | Juan Pablo Nieto | 90'+6 |
| 8.  | 27-07-2016 | Copa Colombia | Millonarios          | Deportes Tolima     | Angelo Rodríguez | 53'   |
| 9.  | 17-08-2017 | Primera A     | Millonarios          | Jaguares de Córdoba | Ray Vanegas      | 90'   |
| 10. | 7-12-2017  | Primera A     | Millonarios          | América de Cali     | Martínez Borja   | 64'   |
| 11. | 18-08-2018 | Liga MX       | Puebla               | Necaxa              |                  |       |
| 12. | 30-09-2018 | Liga MX       | Puebla               | Pumas de la UNAM    |                  |       |
| 13. | 14-03-2020 | Liga MX       | Puebla               | Atlético San Luis   | Nicolás Ibáñez   | 89'   |
| 14. | 26-07-2021 | Liga MX       | Mazatlán             | Cruz Azul           | Pol Fernández    | 70'   |

## Palmarés

### Campeonatos nacionales
| Título              | Club        | País     | Año  |
| ------------------- | ----------- | -------- | ---- |
| Torneo Finalización | Millonarios | Colombia | 2017 |

### Distinciones individuales
| Distinción                                      | Año  |
| ----------------------------------------------- | ---- |
| Mejor atajada del año en la Categoría Primera A | 2015 |